# Salmo 64
Il salmo 64 (63 secondo la numerazione greca) costituisce il sessantaquattresimo capitolo del Libro dei salmi.
È tradizionalmente attribuito al re Davide. È utilizzato dalla Chiesa cattolica nella liturgia delle ore.